# Mánchester (Nuevo Hampshire)
Mánchester es una ciudad en el condado de Hillsborough en el sur del estado de Nuevo Hampshire, Estados Unidos. Es la ciudad más poblada del norte de Nueva Inglaterra. Según el censo de 2020, la ciudad tenía una población de 115 644 habitantes.
Es, junto con Nashua, una de las dos sedes del condado de Hillsborough, así como la ciudad más poblada del estado. Mánchester se encuentra cerca del extremo norte de la megalópolis del noreste y se extiende a ambos lados de río Merrimack. Primero fue nombrado por el comerciante e inventor Samuel Blodgett, homónimo de Samuel Blodget Park y la calle Blodget en el North End de la ciudad. Su objetivo era crear un gran centro industrial similar al del Mánchester original en Inglaterra, que fue la primera ciudad industrializada del mundo.

## Historia
Los nativos de Pennacook llamaron Amoskeag Falls en el río Merrimack, el área que se convirtió en el corazón de Mánchester, Namaoskeag, que significa "buen lugar de pesca". En 1722, John Goffe III se instaló junto a Cohas Brook y luego construyó una presa y un aserradero en lo que se denominó "Old Harry's Town". Fue otorgado por Massachusetts en 1727 como "Tyngstown" a los veteranos de la guerra de la reina Ana que sirvieron en 1703 bajo el mando del capitán William Tyng. Pero en 1741, cuando Nuevo Hampshire se separó de Massachusetts, la subvención se declaró inválida y se sustituyó por Wilton, lo que resultó en que el gobernador Benning Wentworth la reconstituyera en 1751 como "Derryfield", un nombre que perdura en Derryfield Park, Derryfield Country Club y la escuela privada de Derryfield.
En 1807, Samuel Blodget abrió un canal y un sistema de esclusas para permitir el paso de embarcaciones alrededor de las cataratas, el cual parte de una red en desarrollo para conectar el área con Boston. Imaginó el surgimiento de un gran centro industrial, "el Mánchester de América", en referencia al Mánchester de Inglaterra, entonces a la vanguardia de la Revolución Industrial. : 13–18 En 1809, Benjamin Prichard y otros construyeron una hilandería hidráulica de algodón en la orilla occidental del Merrimack. Aparentemente, siguiendo la sugerencia de Blodgett, Derryfield pasó a llamarse "Mánchester" en 1810, el año en que se incorporó la fábrica como Amoskeag Cotton & Woolen Manufacturing Company. Sería comprado en 1825 por empresarios de Massachusetts, ampliado a tres molinos en 1826, y luego incorporado en 1831 como Amoskeag Manufacturing Company. : 13–18 
Los ingenieros y arquitectos de Amoskeag planificaron una ciudad modelo de la empresa en la orilla este, fundada en 1838 con la calle Elm como vía principal. Mánchester se incorporó como ciudad en 1846 y pronto albergará la fábrica de algodón más grande del mundo, la fábrica n.° 11, que se tiene 274 m de largo por 31 m de ancho, y alberga 4000 telares. Otros productos hechos en la comunidad incluían zapatos, puros y papel. La fundición Amoskeag fabricó rifles, máquinas de coser, maquinaria textil, camiones de bomberos y locomotoras en una división llamada Amoskeag Locomotive Works (más tarde, Manchester Locomotive Works). El rápido crecimiento de las fábricas exigió una gran afluencia de trabajadores, lo que resultó en una avalancha de inmigrantes, en particular canadienses franceses. Muchos residentes actuales son sus descienden. En 1871, se construyó la presa de arco en el río Merrimack, mejorando el sistema de suministro de energía hidráulica del molino. Para 1912, la producción de telas tejidas en Millyard había alcanzado una tasa de producción de 80 km/h.
A lo largo de finales del siglo XIX y principios del siglo XX, la ciudad comenzó a expandirse hacia el exterior y se construyeron muchos suburbios de tranvías como Mast Road. Mánchester fue anteriormente el hogar de una red de tranvías, Manchester Street Railway. La red de tranvías fue reemplazada por una red de autobuses en los años 1940.
En 1922, 17 000 trabajadores de dos de las empresas más grandes de la ciudad (Amoskeag y Stark Manufacturing Companies) se declararon en huelga por un período de nueve meses. Después de la huelga, la industria textil comenzó un lento declive, y la Gran Depresión golpeó a la ciudad con especial fuerza. La Amoskeag Manufacturing Company se declaró en quiebra en 1935. Durante la Gran Inundación de 1936, el Puente McGregor fue destruido y los molinos y edificios de la ciudad sufrieron daños por 2,5 millones de dólares. Después de la inundación, Amoskeag Manufacturing Company se reorganizó de la bancarrota como Amoskeag Industries, diversificando sus operaciones de fabricación con nuevas industrias en Millyard.
La economía de Mánchester se benefició de la Segunda Guerra Mundial, ya que la ciudad ya estaba bien posicionada y equipada con la industria para manejar la producción en tiempos de guerra. En 1941, Grenier Field, en la frontera de la ciudad con Londonderry, se convirtió en una base aérea de la Fuerzas Aéreas del Ejército.
La ciudad enfrentó una disminución en la fabricación en las décadas de 1950 y 1960, y muchos edificios de Millyard quedaron abandonados durante este tiempo. Como parte de los proyectos de renovación urbana, la ciudad rellenó los canales de Millyard para hacer espacio para las carreteras y demolió varias estructuras de molinos para dar paso a estacionamientos y carreteras. El centro comercial The Mall of New Hampshire abrió en 1977, lo que provocó un mayor declive del centro. Sin embargo, durante este tiempo se construyeron varios edificios importantes en el centro de la ciudad, incluida Brady Sullivan Tower en 1970 y Hampshire Plaza en 1972 (el edificio más alto de Nuevo Hampshire hasta 1994, más tarde rebautizado como Brady Sullivan Plaza).
La década de 1980 trajo un renovado interés en Millyard y el centro. La Universidad de Nuevo Hampshire en Mánchester abrió un campus en Millyard durante este tiempo, y el inventor de Segway, Dean Kamen, compró dos edificios antiguos que se convirtieron en la sede de DEKA. Kamen compró más edificios en 1984 y 1991, con el objetivo de convertir Millyard en un centro de alta tecnología para oficinas y manufactura inteligente. John Madden, un desarrollador local, y Kamen trabajaron con la ciudad para implementar mejoras de capital en Millyard en la década de 1980 y principios de la de 1990.
City Hall Plaza se construyó en el centro de Mánchester en 1992 y, hasta el día de hoy, es el edificio más alto de Nuevo Hampshire y el norte de Nueva Inglaterra. En 1991, la ciudad entró en declive económico cuando los reguladores federales cerraron cuatro bancos importantes. Muchas tiendas y restaurantes a lo largo de la calle Elm Street cerraron durante este tiempo, ya que disminuyó el tráfico peatonal. A principios de siglo, el interés renovado en Millyard condujo a un auge en el desarrollo y los negocios. Varias empresas de alta tecnología abrieron oficinas o se mudaron a Manchester Millyard en la década de 2000, incluidas Autodesk en 2000 y Dyn en 2004. Brady Sullivan, un desarrollador de bienes raíces local, abrió sus primeros apartamentos Millyard en 2013, ayudando a crear un Millyard y un centro de la ciudad vibrantes donde los profesionales que trabajan pueden vivir, trabajar y divertirse.
Mientras que muchas ciudades en el Nordeste han decaido en las últimas décadas, Mánchester continúa creciendo de manera constante. La riqueza de la ciudad industrial del siglo XIX dejó algunas de las mejores arquitecturas comerciales, municipales y residenciales victorianas del estado. : 22–27 

## Geografía
Mánchester se encuentra ubicada en las coordenadas 42°59′5″N 71°26′38″O / 42.98472, -71.44389. Según la Oficina del Censo de los Estados Unidos, Mánchester tiene una superficie total de 90.55 km², de la cual 85.73 km² corresponden a tierra firme y (5.33%) 4.82 km² es agua.

### Clima
| Parámetros climáticos promedio de Aeropuerto Regional de Mánchester-Boston, Nuevo Hampshire (normales 1991−2020, extremos 1885–presente) | Parámetros climáticos promedio de Aeropuerto Regional de Mánchester-Boston, Nuevo Hampshire (normales 1991−2020, extremos 1885–presente) | Parámetros climáticos promedio de Aeropuerto Regional de Mánchester-Boston, Nuevo Hampshire (normales 1991−2020, extremos 1885–presente) | Parámetros climáticos promedio de Aeropuerto Regional de Mánchester-Boston, Nuevo Hampshire (normales 1991−2020, extremos 1885–presente) | Parámetros climáticos promedio de Aeropuerto Regional de Mánchester-Boston, Nuevo Hampshire (normales 1991−2020, extremos 1885–presente) | Parámetros climáticos promedio de Aeropuerto Regional de Mánchester-Boston, Nuevo Hampshire (normales 1991−2020, extremos 1885–presente) | Parámetros climáticos promedio de Aeropuerto Regional de Mánchester-Boston, Nuevo Hampshire (normales 1991−2020, extremos 1885–presente) | Parámetros climáticos promedio de Aeropuerto Regional de Mánchester-Boston, Nuevo Hampshire (normales 1991−2020, extremos 1885–presente) | Parámetros climáticos promedio de Aeropuerto Regional de Mánchester-Boston, Nuevo Hampshire (normales 1991−2020, extremos 1885–presente) | Parámetros climáticos promedio de Aeropuerto Regional de Mánchester-Boston, Nuevo Hampshire (normales 1991−2020, extremos 1885–presente) | Parámetros climáticos promedio de Aeropuerto Regional de Mánchester-Boston, Nuevo Hampshire (normales 1991−2020, extremos 1885–presente) | Parámetros climáticos promedio de Aeropuerto Regional de Mánchester-Boston, Nuevo Hampshire (normales 1991−2020, extremos 1885–presente) | Parámetros climáticos promedio de Aeropuerto Regional de Mánchester-Boston, Nuevo Hampshire (normales 1991−2020, extremos 1885–presente) | Parámetros climáticos promedio de Aeropuerto Regional de Mánchester-Boston, Nuevo Hampshire (normales 1991−2020, extremos 1885–presente) |
| Mes | Ene. | Feb. | Mar. | Abr. | May. | Jun. | Jul. | Ago. | Sep. | Oct. | Nov. | Dic. | Anual |
| --- | --- | --- | --- | --- | --- | --- | --- | --- | --- | --- | --- | --- | --- |
| Temp. máx. abs. (°C) | 20.6 | 25 | 29.4 | 34.4 | 36.1 | 37.8 | 39.4 | 37.8 | 37.8 | 31.1 | 26.1 | 23.3 | 39.4 |
| Temp. máx. media (°C) | 1.2 | 3 | 7.6 | 14.9 | 21.2 | 25.9 | 28.9 | 28 | 23.7 | 16.7 | 10 | 4.1 | 15.4 |
| Temp. media (°C) | -3.6 | -2.1 | 2.5 | 9 | 14.9 | 20.1 | 23.2 | 22.3 | 17.9 | 11.2 | 5.3 | -0.3 | 10.1 |
| Temp. mín. media (°C) | -8.3 | -7.2 | -2.6 | 3.1 | 8.7 | 14.2 | 17.6 | 16.7 | 12.3 | 5.7 | 0.5 | -4.7 | 4.7 |
| Temp. mín. abs. (°C) | -32.2 | -33.9 | -27.8 | -10.6 | -3.9 | 1.1 | 2.2 | 4.4 | -2.2 | -10.6 | -15.6 | -28.9 | -33.9 |
| Precipitación total (mm) | 62 | 69.3 | 87.6 | 84.6 | 85.9 | 102.6 | 83.8 | 85.1 | 94.5 | 98.6 | 88.4 | 83.6 | 1025.9 |
| Días de precipitaciones (≥ 0.2 mm) | 10.0 | 9.5 | 10.8 | 11.4 | 12.4 | 12.8 | 11.1 | 10.3 | 9.2 | 11.0 | 10.3 | 10.7 | 129.5 |
| Fuente: NOAA (máxima y mínima promedio 2006–2020)                                                                                        | | | | | | | | | | | | | |

## Demografía
Según el censo de 2010, había 109.565 personas residiendo en Mánchester. La densidad de población era de 1.209,94 hab./km². De los 109.565 habitantes, Mánchester estaba compuesto por el 86,07% blancos, el 4,09% eran afroamericanos, el 0,32% eran amerindios, el 3.66% eran asiáticos, el 0,07% eran isleños del Pacífico, el 3,14% eran de otras razas y el 2,66% pertenecían a dos o más razas. Del total de la población el 8,11% eran hispanos o latinos de cualquier raza.

## Personajes famosos nacidos en Mánchester (Nuevo Hampshire)
- Richard y Maurice McDonald, hermanos fundadores de la cadena de comida rápida McDonald's en 1940.
- Toby Fox, Creador de Undertale.